# 青少棒揚威記
《青少棒揚威記》是日本漫畫家ちばあきお創作的棒球漫畫作品，於集英社旗下雜誌《月刊少年Jump》連載，自1972年2月號起至1979年3月號為止。1980年4月2日、8月20日推出兩部電視特別篇，1983年推出電視動畫，全26集，於日本電視台播出，台灣由公共電視台首播。2007年8月18日推出電影，由室賀厚執導。2017年推出小說，由山田明執筆。2019年4月推出續篇《青少棒揚威記2》，由Cozy城倉作畫。2022年推出連載50周年紀念展覽。

## 創作
在創作《青少棒揚威記》之前，ちばあきお在講談社畫少女漫畫，同時擔任哥哥的助手。當時任職於《月刊少年Jump》的谷口忠男邀請他繪製少年漫畫，而ちばあきお歷經一年半時間完成足球漫畫《校舍後的11人》（校舎うらのイレブン），又於1972年推出短篇漫畫《不能不努力》（頑張らなくっちゃ），因短篇大受歡迎，而將其改為連載並更名為《青少棒揚威記》。

## 故事大綱
棒球實力欠佳的谷口轉學進入墨谷二中，他原本是棒球名校青葉學院的二軍候補成員，卻在加入墨谷二中棒球社後被誤以為具有堅強實力，儘管他一開始很不適應，但他苦練的精神感動了學長，之後被任命為下一任隊長。故事採相對寫實的路線，沒有不合常理的魔球、超能力或天才球員，並著重描寫球員之間的革命情感。

## 影響
《青少棒揚威記》啟發了許多棒球員，包括鈴木一朗、新庄剛志。

## 外部連結
- 官方网站